# Sorex neomexicanus
Sorex neomexicanus là một loài động vật có vú trong họ Chuột chù, bộ Soricomorpha. Loài này được Bailey mô tả năm 1913.